# 卢普朗德
卢普朗德（法語：Louplande，法語發音：[luplɑ̃d]）是法国萨尔特省的一个市镇，属于拉弗莱什区。

## 地理
卢普朗德（47°56'36"N, 0°2'30"E）面积18.47 平方千米，位于法国卢瓦尔河地区大区萨尔特省，该省份为法国西北部内陆省份，北起顺时针与奥恩省、厄尔-卢瓦省、卢瓦-谢尔省、安德尔-卢瓦尔省、曼恩-卢瓦尔省和马耶讷省接壤，是法国大西部的入口，连接卢瓦尔河谷、布列塔尼和巴黎盆地。
与卢普朗德接壤的市镇（或旧市镇、城区）包括：埃蒂瓦勒莱勒芒、苏利涅-弗拉塞、瓦夫尔莱勒芒、舍米雷勒戈丹、萨尔特河畔鲁瓦泽。
卢普朗德的时区为UTC+01:00、UTC+02:00（夏令时）。

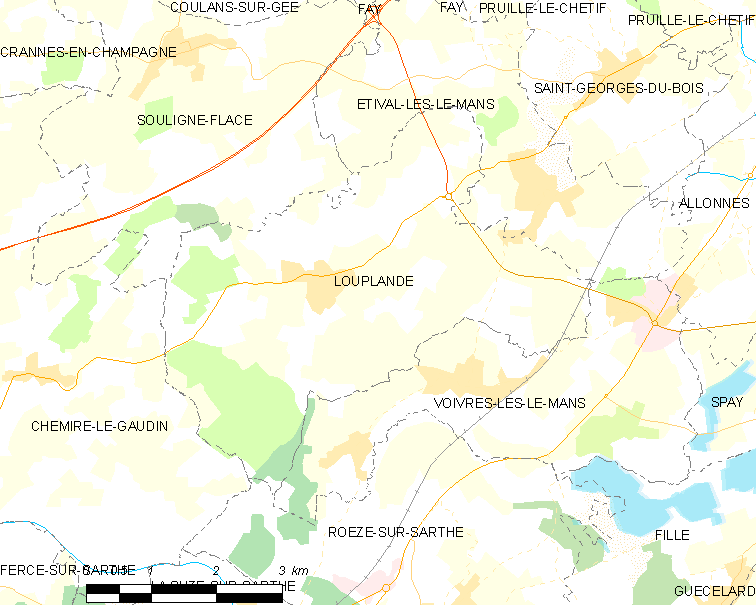
卢普朗德的OSM定位图

## 行政
卢普朗德的邮政编码为72210，INSEE市镇编码为72169。

## 政治
卢普朗德所属的省级选区为萨尔特河畔拉叙兹县。

## 人口

1962-2008年间卢普朗德人口变化图示

卢普朗德于2022年1月1日时的人口数量为1496人。